# サーラー・クリエイティブ・パートナーズ
サーラー・クリエイティブ・パートナーズ（The Sa-Ra Creative Partners）は、アメリカ合衆国カリフォルニア州ロサンゼルスの音楽プロデューサーグループ。

## 経歴
メンバーのそれぞれがミュージシャン/エンジニア/プロデューサーとしてのキャリアを持つ。
タズ・アーノルドは自身が始めた“Big Yacht Entertainment”というプロダクション会社でドクター・ドレーとの音楽プロジェクトを行っていたが、1990年代後半にはプロジェクトが一段落し、クリエイティブな面で行き詰まりを感じていた。
そのときに長年の友人であるシャフィーク・フセインと相談したところ、彼も同じく行き詰まりを感じており、一緒に音楽を聴いたり、アフリカ史の勉強をしたりしているうちに“Sa-Ra”という名前を思いつき、結成された。

## ディスコグラフィー

### アルバム
- The Second Time Around (2005)
- The Hollywood Recordings (2007)
- Nuclear Evolution: The Age of Love (2009)[2]

### 参加曲
- 2004: "Turn It Up", "Certified" (from the Krumbsnatcha album Let The Truth Be Told)
- 2005: "A Helluva Town" (from Impulsive! Revolutionary Jazz Reworked)
- 2005: "Deep Inside" (from the Platinum Pied Pipers album Triple P)
- 2007: "Space Fruit Interlude" (from the Talib Kweli album Eardrum)
- 2015: "Finale" (from the Ty Dolla $ign album Free Tc)